# Prémio Screen Actors Guild de melhor ator em cinema
O Prémio Screen Actors Guild para Melhor ator em cinema é dado pelo sindicato americano Screen Actors Guild para honrar as melhores interpretações de atores (masculinos) no cinema num papel principal. O vencedor é escolhido por intermédio dos votos de outros atores e atrizes pertencentes ao sindicato. Este prêmio é apresentado juntamente com os de melhor atriz, melhor atriz coadjuvante e melhor ator coadjuvante.

## História
Durante seus vinte e dois anos de existência, vinte atores diferentes foram premiados nesta categoria. Ao contrário da categoria de melhor atriz coadjuvante, esta nunca houve empate.
Além disso, cinco atores que ganharam o prêmio não conseguiram o Oscar de Melhor Ator, os quais foram: Benicio del Toro por Traffic (2000, Del Toro ganhou o Oscar na categoria de Melhor Ator Coadjuvante), Russell Crowe por A Beautiful Mind (2001), Daniel Day-Lewis por Gangs of New York (2002) — que também é o único ator que ganhou mais de uma vez na categoria), Johnny Depp por Pirates of the Caribbean: The Curse of the Black Pearl (2003) e Denzel Washington por Fences (2016).

## Vencedores e indicados
Notas:
- "†" indica o vencedor do Óscar de Melhor Ator.
- "‡" indica a nomeação para o Óscar de Melhor Ator.
- "§" indica o vencedor do Óscar de Melhor Ator Coadjuvante pelo mesmo papel.

### Década de 1990
| Ano  | Vencedor e indicados | Filme                      | Papel                    |
| ---- | -------------------- | -------------------------- | ------------------------ |
| 1995 | Tom Hanks †          | Forrest Gump               | Forrest Gump             |
| 1995 | Morgan Freeman ‡     | The Shawshank Redemption   | Ellis Boyd "Red" Redding |
| 1995 | Paul Newman ‡        | Nobody's Fool              | Donald "Sully" Sullivan  |
| 1995 | Tim Robbins          | The Shawshank Redemption   | Andy Dufresne            |
| 1995 | John Travolta ‡      | Pulp Fiction               | Vincent Vega             |
| 1996 | Nicolas Cage †       | Leaving Las Vegas          | Ben Sanderson            |
| 1996 | Anthony Hopkins ‡    | Nixon                      | Richard Nixon            |
| 1996 | James Earl Jones     | Cry, the Beloved Country   | Stephen Kumalo           |
| 1996 | Sean Penn ‡          | Dead Man Walking           | Matthew Poncelet         |
| 1996 | Massimo Troisi ‡     | The Postman                | Mario Ruoppolo           |
| 1997 | Geoffrey Rush †      | Shine                      | David Helfgott           |
| 1997 | Tom Cruise ‡         | Jerry Maguire              | Jerry Maguire            |
| 1997 | Ralph Fiennes ‡      | The English Patient        | László de Almásy         |
| 1997 | Woody Harrelson ‡    | The People vs. Larry Flynt | Larry Flynt              |
| 1997 | Billy Bob Thornton ‡ | Sling Blade                | Karl Childers            |
| 1998 | Jack Nicholson †     | As Good as It Gets         | Melvin Udall             |
| 1998 | Matt Damon ‡         | Good Will Hunting          | Will Hunting             |
| 1998 | Robert Duvall ‡      | The Apostle                | Euliss "Sonny" Dewey     |
| 1998 | Peter Fonda ‡        | Ulee's Gold                | Ulysses "Ulee" Jackson   |
| 1998 | Dustin Hoffman ‡     | Wag the Dog                | Stanley Motss            |
| 1999 | Roberto Benigni †    | Life Is Beautiful          | Guido Orefice            |
| 1999 | Joseph Fiennes       | Shakespeare in Love        | William Shakespeare      |
| 1999 | Tom Hanks ‡          | Saving Private Ryan        | Capitão John Miller      |
| 1999 | Ian McKellen ‡       | Gods and Monsters          | James Whale              |
| 1999 | Nick Nolte ‡         | Affliction                 | Wade Whitehouse          |

### Década de 2000
| Ano  | Vencedor e indicados     | Filme                                                  | Papel                               |
| ---- | ------------------------ | ------------------------------------------------------ | ----------------------------------- |
| 2000 | Kevin Spacey †           | American Beauty                                        | Lester Burnham                      |
| 2000 | Jim Carrey               | Man on the Moon                                        | Andy Kaufman                        |
| 2000 | Russell Crowe ‡          | The Insider                                            | Jeffrey Wigand                      |
| 2000 | Philip Seymour Hoffman   | Flawless                                               | Rusty                               |
| 2000 | Denzel Washington ‡      | The Hurricane                                          | Rubin Carter                        |
| 2001 | Benicio Del Toro §       | Traffic                                                | Javier Rodriguez                    |
| 2001 | Jamie Bell               | Billy Elliot                                           | Billy Elliot                        |
| 2001 | Russell Crowe †          | Gladiator                                              | Maximus Decimus Meridius            |
| 2001 | Tom Hanks ‡              | Cast Away                                              | Chuck Noland                        |
| 2001 | Geoffrey Rush ‡          | Quills                                                 | Marquês de Sade                     |
| 2002 | Russell Crowe ‡          | A Beautiful Mind                                       | John Forbes Nash Jr.                |
| 2002 | Kevin Kline              | Life as a House                                        | George Monroe                       |
| 2002 | Sean Penn ‡              | I Am Sam                                               | Sam Dawson                          |
| 2002 | Denzel Washington †      | Training Day                                           | Alonzo Harris                       |
| 2002 | Tom Wilkinson ‡          | In the Bedroom                                         | Matt Fowler                         |
| 2003 | Daniel Day-Lewis ‡       | Gangs of New York                                      | William "O Açougueiro Bill" Cutting |
| 2003 | Adrien Brody †           | The Pianist                                            | Władysław Szpilman                  |
| 2003 | Nicolas Cage ‡           | Adaptation.                                            | Charlie Kaufman / Donald Kaufman    |
| 2003 | Richard Gere             | Chicago                                                | Billy Flynn                         |
| 2003 | Jack Nicholson ‡         | About Schmidt                                          | Warren Schimdt                      |
| 2004 | Johnny Depp ‡            | Pirates of the Caribbean: The Curse of the Black Pearl | Capitão Jack Sparrow                |
| 2004 | Peter Dinklage           | The Station Agent                                      | Finbar McBride                      |
| 2004 | Ben Kingsley ‡           | House of Sand and Fog                                  | Massoud Behrani                     |
| 2004 | Bill Murray ‡            | Lost in Translation                                    | Bob Harris                          |
| 2004 | Sean Penn †              | Mystic River                                           | Jimmy Markum                        |
| 2005 | Jamie Foxx †             | Ray                                                    | Ray Charles                         |
| 2005 | Don Cheadle ‡            | Hotel Rwanda                                           | Paul Rusesabagina                   |
| 2005 | Johnny Depp ‡            | Finding Neverland                                      | Sir James Matthew Barrie            |
| 2005 | Leonardo DiCaprio ‡      | The Aviator                                            | Howard Hughes                       |
| 2005 | Paul Giamatti            | Sideways                                               | Miles Raymond                       |
| 2006 | Philip Seymour Hoffman † | Capote                                                 | Truman Capote                       |
| 2006 | Russell Crowe            | Cinderella Man                                         | James J. Braddock                   |
| 2006 | Heath Ledger ‡           | Brokeback Mountain                                     | Ennis del Mar                       |
| 2006 | Joaquin Phoenix ‡        | Walk the Line                                          | Johnny Cash                         |
| 2006 | David Strathairn ‡       | Good Night, and Good Luck.                             | Edward R. Murrow                    |
| 2007 | Forest Whitaker †        | The Last King of Scotland                              | Idi Amin Dada Oumee                 |
| 2007 | Leonardo DiCaprio ‡      | Blood Diamond                                          | Danny Archer                        |
| 2007 | Ryan Gosling ‡           | Half Nelson                                            | Dan Dunne                           |
| 2007 | Peter O'Toole ‡          | Venus                                                  | Maurice                             |
| 2007 | Will Smith ‡             | The Pursuit of Happyness                               | Chris Gardner                       |
| 2008 | Daniel Day-Lewis †       | There Will Be Blood                                    | Daniel Plainview                    |
| 2008 | George Clooney ‡         | Michael Clayton                                        | Michael Clayton                     |
| 2008 | Ryan Gosling             | Lars and the Real Girl                                 | Lars Lindstrom                      |
| 2008 | Emile Hirsch             | Into the Wild                                          | Christopher McCandless              |
| 2008 | Viggo Mortensen ‡        | Eastern Promises                                       | Nikolai Luzhin                      |
| 2009 | Sean Penn †              | Milk                                                   | Harvey Milk                         |
| 2009 | Richard Jenkins ‡        | The Visitor                                            | Walter Vale                         |
| 2009 | Frank Langella ‡         | Frost/Nixon                                            | Richard Nixon                       |
| 2009 | Brad Pitt ‡              | The Curious Case of Benjamin Button                    | Benjamin Button                     |
| 2009 | Mickey Rourke ‡          | The Wrestler                                           | Randy Robinson                      |

### Década de 2010
| Ano  | Vencedor e indicados   | Filme                                           | Papel                        |
| ---- | ---------------------- | ----------------------------------------------- | ---------------------------- |
| 2010 | Jeff Bridges †         | Crazy Heart                                     | Otis "Bad" Blake             |
| 2010 | George Clooney ‡       | Up in the Air                                   | Ryan Bingham                 |
| 2010 | Colin Firth ‡          | A Single Man                                    | George Falconer              |
| 2010 | Morgan Freeman ‡       | Invictus                                        | Nelson Mandela               |
| 2010 | Jeremy Renner ‡        | The Hurt Locker                                 | Sargento William James       |
| 2011 | Colin Firth †          | The King's Speech                               | Rei George VI do Reino Unido |
| 2011 | Jeff Bridges ‡         | True Grit                                       | Rooster Cogburn              |
| 2011 | Robert Duvall          | Get Low                                         | Felix Bush                   |
| 2011 | Jesse Eisenberg ‡      | The Social Network                              | Mark Zuckerberg              |
| 2011 | James Franco ‡         | 127 Hours                                       | Aron Ralston                 |
| 2012 | Jean Dujardin †        | The Artist                                      | George Valentin              |
| 2012 | Demián Bichir ‡        | A Better Life                                   | Carlos Galindo               |
| 2012 | George Clooney ‡       | The Descendants                                 | Matt King                    |
| 2012 | Leonardo DiCaprio      | J. Edgar                                        | J. Edgar Hoover              |
| 2012 | Brad Pitt ‡            | Moneyball                                       | Billy Beane                  |
| 2013 | Daniel Day-Lewis †     | Lincoln                                         | Abraham Lincoln              |
| 2013 | Bradley Cooper ‡       | Silver Linings Playbook                         | Patrick "Pat" Solitano       |
| 2013 | John Hawkes            | The Sessions                                    | Mark O'Brien                 |
| 2013 | Hugh Jackman ‡         | Les Misérables                                  | Jean Valjean                 |
| 2013 | Denzel Washington ‡    | Flight                                          | William "Whip" Whitaker      |
| 2014 | Matthew McConaughey †  | Dallas Buyers Club                              | Ron Woodroof                 |
| 2014 | Bruce Dern ‡           | Nebraska                                        | Woodrow "Woody" T. Grant     |
| 2014 | Chiwetel Ejiofor ‡     | 12 Years a Slave                                | Solomon Northup              |
| 2014 | Tom Hanks              | Captain Phillips                                | Capitão Richard Phillips     |
| 2014 | Forest Whitaker        | The Butler                                      | Eugene Allen                 |
| 2015 | Eddie Redmayne †       | The Theory of Everything                        | Stephen Hawking              |
| 2015 | Steve Carell ‡         | Foxcatcher                                      | John Eleuthère du Pont       |
| 2015 | Benedict Cumberbatch ‡ | The Imitation Game                              | Alan Turing                  |
| 2015 | Jake Gyllenhaal        | Nightcrawler                                    | Louis "Lou" Bloom            |
| 2015 | Michael Keaton ‡       | Birdman or (The Unexpected Virtue of Ignorance) | Riggan Thomson               |
| 2016 | Leonardo DiCaprio †    | The Revenant                                    | Hugh Glass                   |
| 2016 | Bryan Cranston ‡       | Trumbo                                          | Dalton Trumbo                |
| 2016 | Johnny Depp            | Black Mass                                      | James "Whitey" Bulger        |
| 2016 | Michael Fassbender ‡   | Steve Jobs                                      | Steve Jobs                   |
| 2016 | Eddie Redmayne ‡       | The Danish Girl                                 | Einar Wegener / Lili Elbe    |
| 2017 | Denzel Washington ‡    | Fences                                          | Troy Maxson                  |
| 2017 | Casey Affleck †        | Manchester by the Sea                           | Lee Chandler                 |
| 2017 | Andrew Garfield ‡      | Hacksaw Ridge                                   | Desmond T. Doss              |
| 2017 | Ryan Gosling ‡         | La La Land                                      | Sebastian Wilde              |
| 2017 | Viggo Mortensen ‡      | Captain Fantastic                               | Ben Cash                     |
| 2018 | Gary Oldman †          | Darkest Hour                                    | Winston Churchill            |
| 2018 | Timothée Chalamet ‡    | Call Me by Your Name                            | Elio Perlman                 |
| 2018 | James Franco           | The Disaster Artist                             | Tommy Wiseau                 |
| 2018 | Daniel Kaluuya ‡       | Get Out                                         | Chris Washington             |
| 2018 | Denzel Washington ‡    | Roman J. Israel, Esq.                           | Roman J. Israel              |
| 2019 | Rami Malek †           | Bohemian Rhapsody                               | Freddie Mercury              |
| 2019 | Christian Bale ‡       | Vice                                            | Dick Cheney                  |
| 2019 | Bradley Cooper ‡       | A Star Is Born                                  | Jackson Maine                |
| 2019 | Viggo Mortensen ‡      | Green Book                                      | Tony Lip                     |
| 2019 | John David Washington  | BlacKkKlansman                                  | Ron Stallworth               |

### Década de 2020
| Ano  | Vencedor e indicados         | Filme                         | Papel                      |
| ---- | ---------------------------- | ----------------------------- | -------------------------- |
| 2020 | Joaquin Phoenix †            | Joker                         | Arthur Fleck / Joker       |
| 2020 | Adam Driver ‡                | Marriage Story                | Charlie Barber             |
| 2020 | Christian Bale               | Ford v Ferrari                | Ken Miles                  |
| 2020 | Leonardo DiCaprio ‡          | Once Upon a Time in Hollywood | Rick Dalton                |
| 2020 | Taron Egerton                | Rocketman                     | Elton John                 |
| 2021 | Chadwick Boseman (póstumo) ‡ | Ma Rainey's Black Bottom      | Levee Green                |
| 2021 | Riz Ahmed ‡                  | Sound of Metal                | Ruben Stone                |
| 2021 | Anthony Hopkins †            | The Father                    | Anthony                    |
| 2021 | Gary Oldman ‡                | Mank                          | Herman J. Mankiewicz       |
| 2021 | Steven Yeun ‡                | Minari                        | Jacob Yi                   |
| 2022 | Will Smith †                 | King Richard                  | Richard Williams           |
| 2022 | Benedict Cumberbatch ‡       | The Power of the Dog          | Phil Burbank               |
| 2022 | Denzel Washington ‡          | The Tragedy of Macbeth        | Lord Macbeth               |
| 2022 | Andrew Garfield ‡            | Tick, Tick... Boom!           | Jonathan Larson            |
| 2022 | Javier Bardem ‡              | Being the Ricardos            | Desi Arnaz                 |
| 2023 | Brendan Fraser †             | The Whale                     | Charlie                    |
| 2023 | Austin Butler ‡              | Elvis                         | Elvis Presley              |
| 2023 | Colin Farrell ‡              | The Banshees of Inisherin     | Pádraic Súilleabháin       |
| 2023 | Bill Nighy ‡                 | Living                        | Sr. Williams               |
| 2023 | Adam Sandler                 | Hustle                        | Stanley Sugerman           |
| 2024 | Cillian Murphy †             | Oppenheimer                   | Robert Oppenheimer         |
| 2024 | Paul Giamatti ‡              | The Holdovers                 | Paul Hunham                |
| 2024 | Jeffrey Wright ‡             | American Fiction              | Thelonious "Monk" Ellison  |
| 2024 | Bradley Cooper ‡             | Maestro                       | Leonard Bernstein          |
| 2024 | Colman Domingo ‡             | Rustin                        | Bayard Rustin              |
| 2025 | Timothée Chalamet ‡          | A Complete Unknown            | Bob Dylan                  |
| 2025 | Colman Domingo ‡             | Sing Sing                     | John "Divine G." Whitfield |
| 2025 | Ralph Fiennes ‡              | Conclave                      | Cardeal Thomas Lawrence    |
| 2025 | Adrien Brody ‡               | The Brutalist                 | László Tóth                |
| 2025 | Daniel Craig                 | Queer                         | William Lee                |

## Estatísticas
| Estatística                               | Actor/Ator                             | Actor/Ator | Actor Secundário/Ator Coadjuvante                          | Actor Secundário/Ator Coadjuvante | Geral                                 | Geral |
| ----------------------------------------- | -------------------------------------- | ---------- | ---------------------------------------------------------- | --------------------------------- | ------------------------------------- | ----- |
| Actor/Ator com mais vitórias              | Daniel Day-Lewis                       | 3          | —                                                          |                                   | Daniel Day-Lewis                      | 3     |
| Actor/Ator com mais indicações            | Denzel Washington                      | 5          | Chris Cooper                                               | 3                                 | Leonardo DiCaprio, Denzel Washington  | 5     |
| Actor/Ator com mais indicações sem vencer | George Clooney, Ryan Gosling           | 3          | Chris Cooper                                               | 3                                 | George Clooney                        | 4     |
| Filme com mais indicações                 | The Shawshank Redemption               | 2          | The Birdcage, The Contender, Crash, No Country for Old Men | 2                                 | Diversos filmes                       | 2     |
| Vencedor mais velho                       | Denzel Washington (Fences, 2017)       | 62         | Christopher Plummer (Beginners, 2012)                      | 82                                | Christopher Plummer (Beginners, 2012) | 82    |
| Indicado mais velho                       | Robert Duvall (Get Low, 2011)          | 79         | Robert Duvall (The Judge, 2015)                            | 83                                | Robert Duvall (The Judge, 2015)       | 83    |
| Vencedor mais jovem                       | Nicolas Cage (Leaving Las Vegas, 1996) | 32         | Heath Ledger (The Dark Knight), 2009)                      | 28                                | Heath Ledger (The Dark Knight), 2009) | 28    |
| Indicado mais jovem                       | Jamie Bell (Billy Elliot, 2001)        | 14         | Jacob Tremblay (Room, 2016)                                | 9                                 | Jacob Tremblay (Room, 2016)           | 9     |

### Vitórias múltiplas
3 vitórias
- Daniel Day-Lewis (Gangs of New York (2002), There Will Be Blood (2007), Lincoln (2012))

### Indicações múltiplas
5 indicações
- Denzel Washington (The Hurricane (1999), Training Day (2001), Flight (2012), Fences (2016), Roman J. Israel, Esq. (2017))

4 indicações
- Russell Crowe (The Insider (1999), Gladiator (2000), A Beautiful Mind (2001), Cinderella Man (2005))
- Leonardo DiCaprio (The Aviator (2004), Blood Diamond (2006), J. Edgar (2011), The Revenant (2015))
- Tom Hanks (Forrest Gump (1994), Saving Private Ryan (1998), Cast Away (2000), Captain Phillips (2013))
- Sean Penn (Dead Man Walking (1995), I Am Sam (2001), Mystic River (2003), Milk (2008))

3 indicações
- George Clooney (Michael Clayton (2007), Up in the Air (2009), The Descendants (2011))
- Daniel Day-Lewis (Gangs of New York (2002), There Will Be Blood (2007), Lincoln (2012))
- Johnny Depp (Pirates of the Caribbean: The Curse of the Black Pearl (2003), Finding Neverland (2004), Black Mass (2015))
- Ryan Gosling (Half Nelson (2006), Lars and the Real Girl (2007), La La Land (2016))

2 indicações
- Jeff Bridges (Crazy Heart (2009), True Grit (2010))
- Nicolas Cage (Leaving Las Vegas (1995), Adaptation. (2002))
- Robert Duvall (The Apostle (1997), Get Low (2010))
- Colin Firth (A Single Man (2009), The King’s Speech (2010))
- James Franco (127 Hours (2010), The Disaster Artist (2017))
- Morgan Freeman (The Shawshank Redemption (1994), Invictus (2009))
- Philip Seymour Hoffman (Flawless (1999), Capote (2005))
- Viggo Mortensen (Eastern Promises (2007), Captain Fantastic (2016))
- Jack Nicholson (As Good as It Gets (1997), About Schmidt (2002))
- Eddie Redmayne (The Theory of Everything (2014), The Danish Girl (2015))
- Brad Pitt (The Curious Case of Benjamin Button (2008), Moneyball (2011))
- Geoffrey Rush (Shine (1996), Quills (2000))
- Forest Whitaker (The Last King of Scotland (2006), The Butler (2013))